# La Menera
La Menera (en francès Lamanère) és un vilatge de la comarca del Vallespir, a la Catalunya del Nord. Juntament amb el de Costoja, el de la Menera és el terme més meridional del Vallespir, en concret de l'Alt Vallespir, en contacte amb la Garrotxa i el Ripollès.
A part del poble que dona nom al terme, també s'hi troben unes quantes masies, algunes de les quals formen petits veïnats com el de Terra Roig, les antigues mines que són la base etimològica del nom del poble i una colònia de vacances.

## Etimologia
En el seu Onomasticon Cataloniae, Joan Coromines explica que Menera deriva dels apel·latius mena (mina) i menera (lloc de mines), termes que provenen de l'ètim cèltic mein-. En efecte, tot l'Alt Vallespir és un lloc de mines.

## Geografia

Situació de la comuna de la Menera en el Vallespir

### Localització i característiques generals del terme

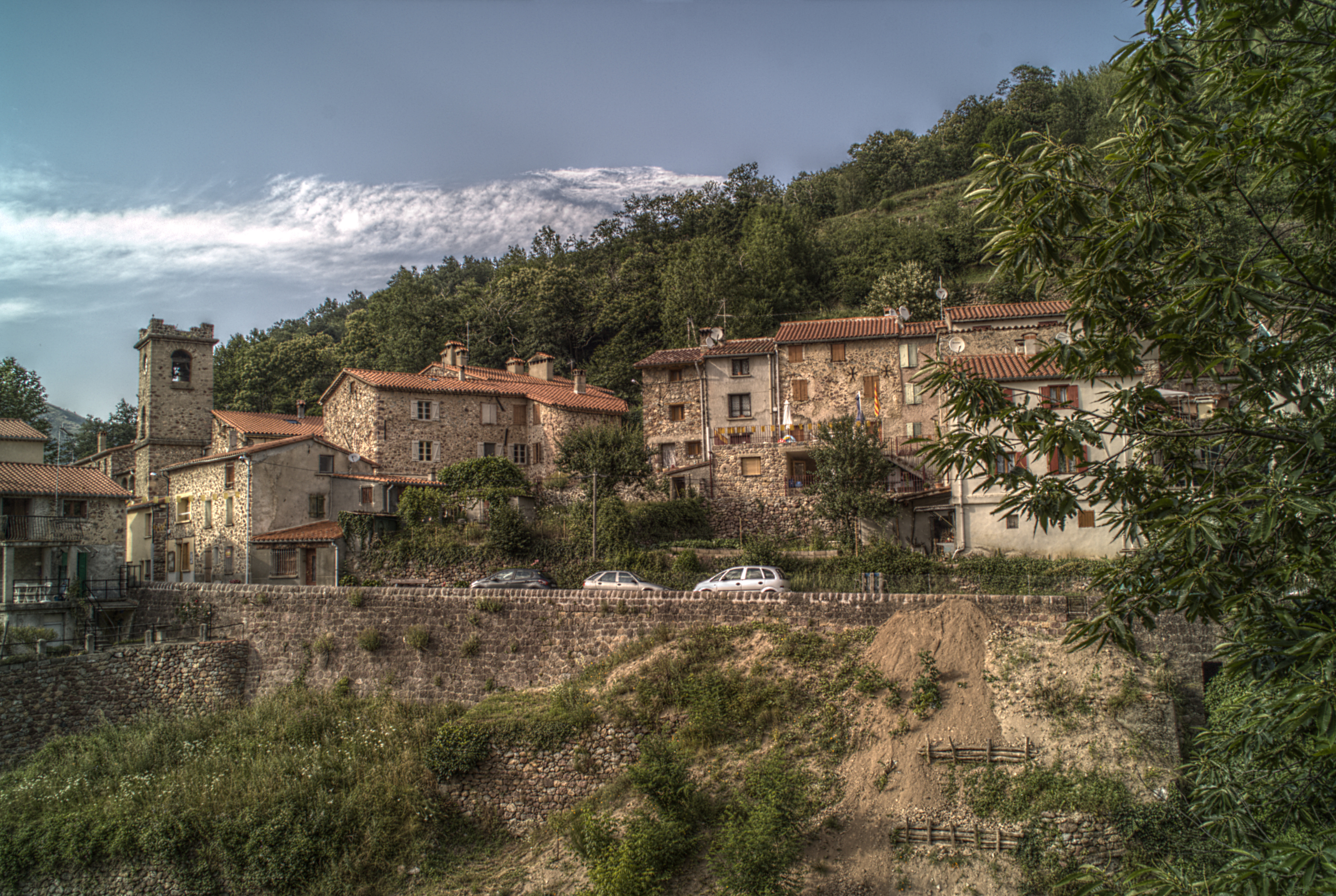
Vista general des del nou camí del Coral

El terme comunal de la Menera, de 238.300 hectàrees d'extensió, està situat a l'extrem sud de la zona occidental de la comarca del Vallespir, en contacte amb la Garrotxa i el Ripollès, tot i que en aquest darrer cas, només administrativament: l'antic terme garrotxí de Beget fou agregat l'any 1969 al de Camprodon, que pertany al Ripollès.

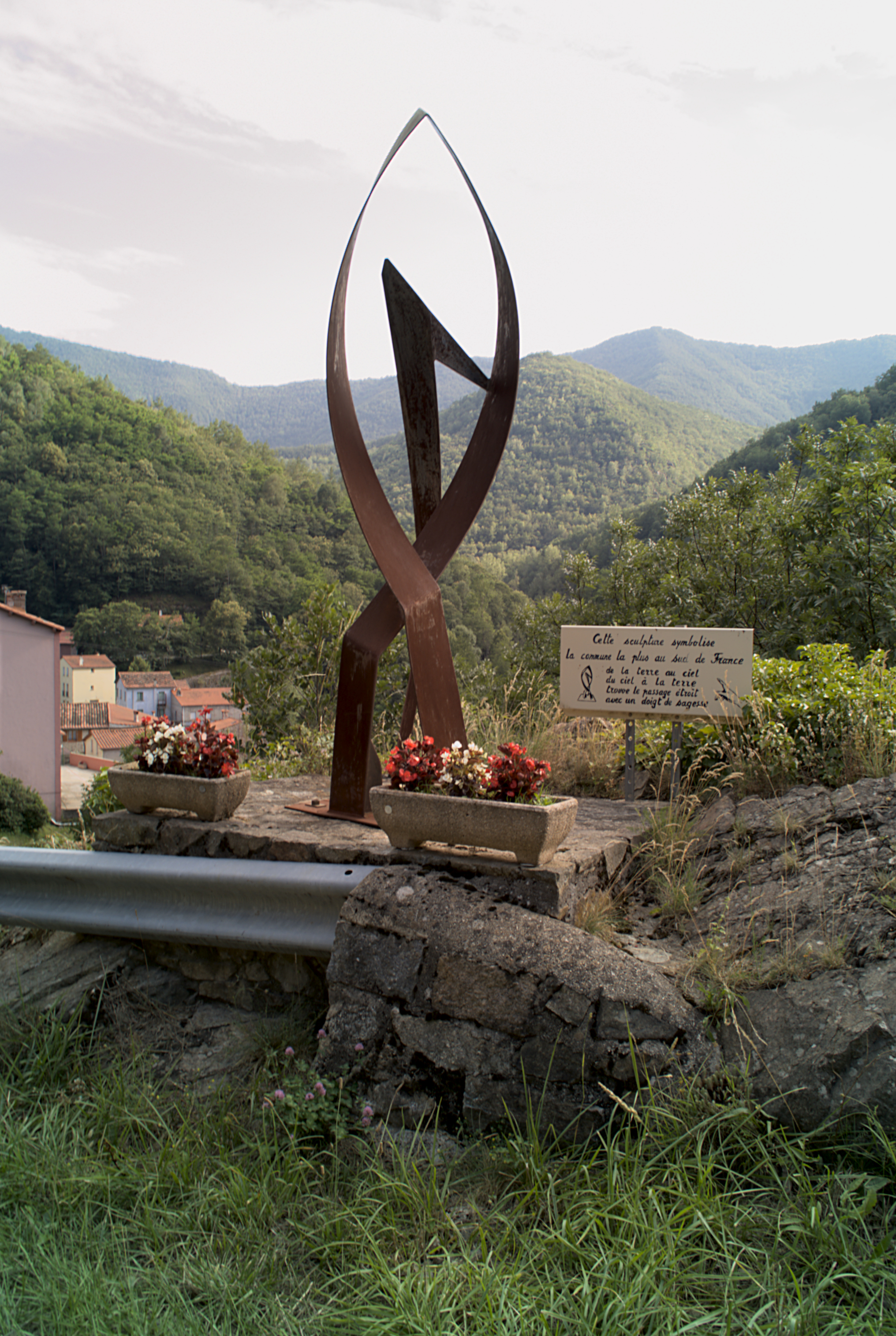
Escultura de l'entrada del poble

El terme de la Menera és en el vessant septentrional de la carena principal dels Pirineus, i s'estructura principalment a partir de la Ribera de la Menera, amb tot el sistema de còrrecs que hi aflueixen des de les carenes que delimiten el terme, un dels quals, la Ribera del Coral, procedeix del veí terme de Prats de Molló i la Presta. Al racó sud-est del terme neix la Ribera del Castell, que se'n va de seguida cap al veí terme de Serrallonga.
El terme assoleix els 1.425 al Montnegre, i depassa els 1.200 metres en alguns altres cims com la Serra Llobera (1.279), el Serrat de Cogul (1.255), les Torres de Cabrenç (1.326) i el Puig Colom (1.260). El poble és a 699 m alt, i el punt on el terme toca el Tec, a 449. És un terme molt accidentat, però bastant unitari a l'entorn de les dues valls principals que el conformen.
La Menera conté el punt més meridional de la França continental. A l'entrada del poble es troba una escultura que destaca aquesta particularitat. Un rètol ho explica de la manera següent: “Aquesta escultura simbolitza el municipi més meridional de França, de la terra al cel, del cel a la terra, troba el pas estret amb un dit de saviesa.”
| Prats de Molló i la Presta                  |  | Serrallonga               |
|                                             |  |                           |
| Camprodon (Ripollès), però Beget (Garrotxa) |  | Montagut i Oix (Garrotxa) |

### El poble de la Menera

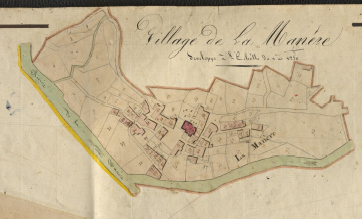
La Menera en el Cadastre napoleònic del 1812 (Arxius Departamentals dels Pirineus Orientals, ADPO)

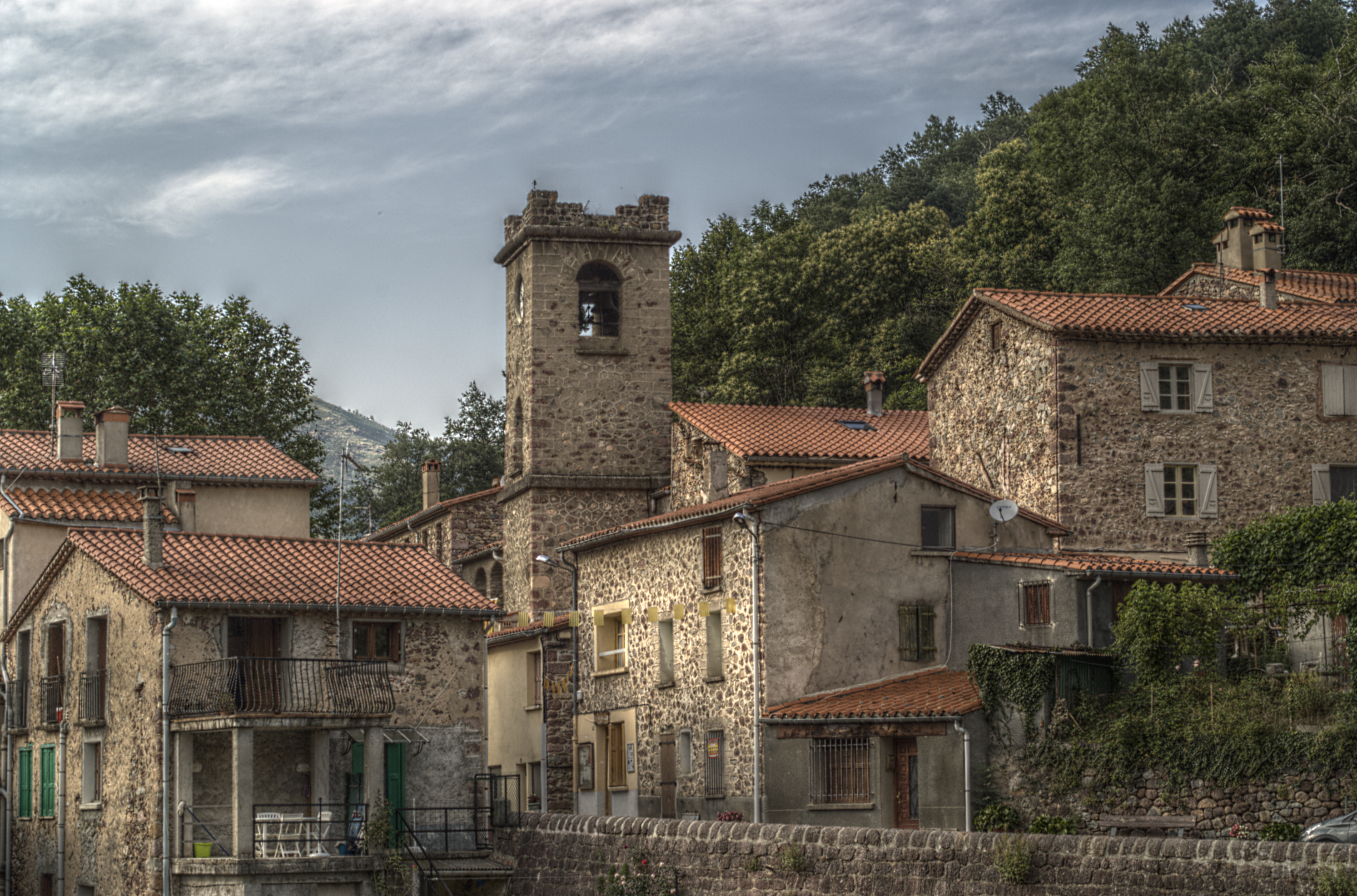
Poble i campanar de l'església de Sant Salvador

Situat al centre del terme comunal, a 828 m alt, és l'únic nucli de població agrupada del seu terme. És una petita agrupació de cases a l'entorn de l'església de Sant Salvador de la Menera, romànica, distribuïda actualment al llarg del carrer principal, que és la mateixa carretera que arriba al poble. Tanmateix, a l'entorn de l'església hi ha restes de l'antiga cellera de la qual hauria nascut el poble.

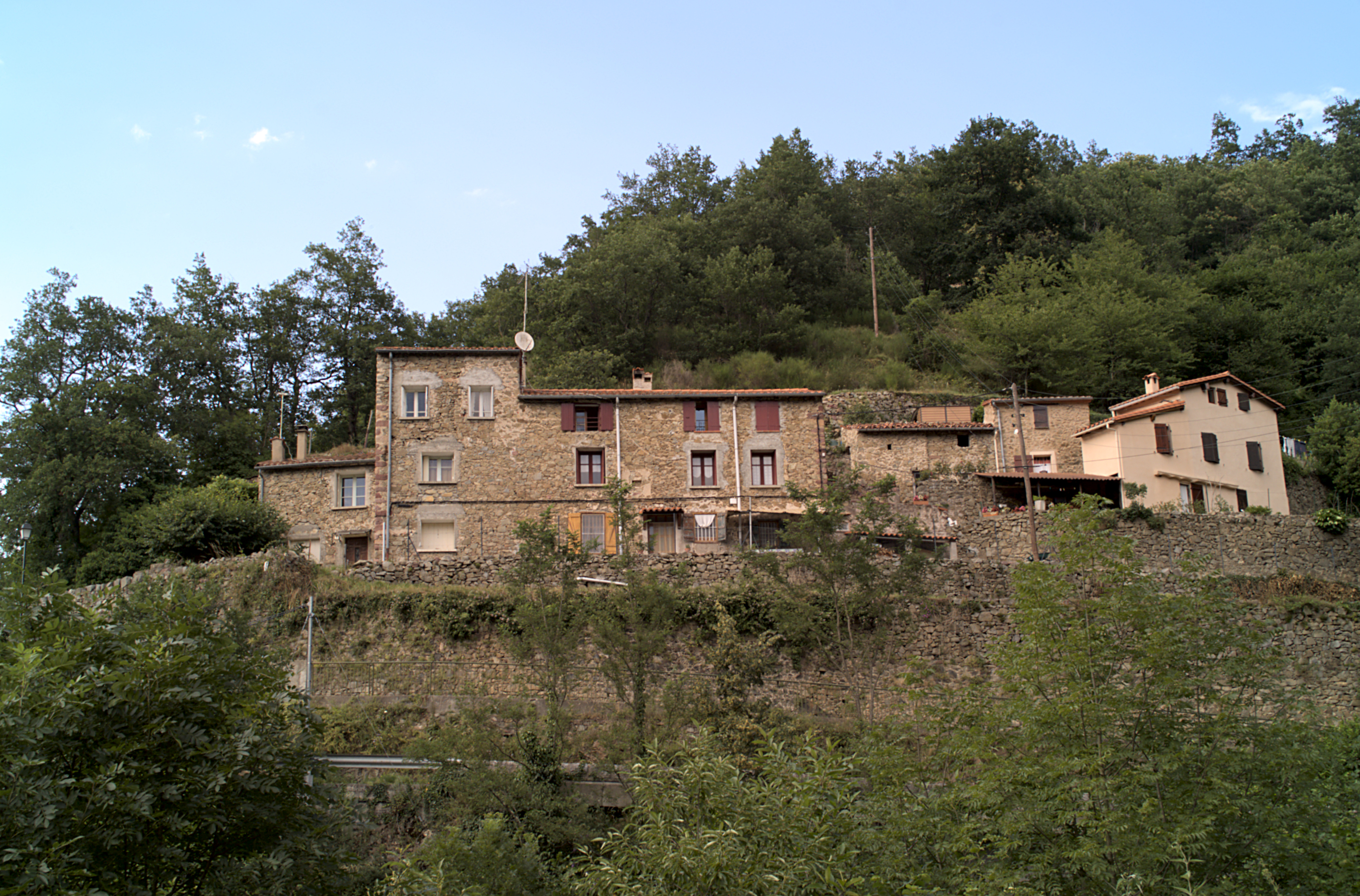
Can Reinet

S'hi conserven vius els noms de moltes de les cases que formen la Menera: Ca la Pastora, Cal Menut, Can Barrutí, Can Francès, abans Can Cassolí, Can Llobert, Can Padern, Can Pastoric, Can Peixel i Can Reinet. Els espais destacats del poble són els carrers de Baix, de Dalt, del Cingle, del Mig i de Santa Cristina, la Plaça Cassu i el Plaçot, i l'Era de la Jova, a part del cementiri.

### Santa Cristina de la Serra
L'església romànica de Santa Cristina de la Serra, esmentada el 1435 amb aquest nom, està situada al sud-est del poble, en un lloc aïllat a llevant de la masia de Can Batlle.

### El Castell de Cabrenç, o de Cabrenys
Al nord-est del poble de la Menera, al límit amb Serrallonga, hi ha les restes del Castell de Cabrenç, actualment denominat les Torres de Cabrenç o Cabrenys, amb la capella de Sant Miquel del Castell de Cabrenç. De fet, el conjunt de ruïnes és, per pocs metres, dins del terme de Serrallonga, però constitueixen un dels paisatges importants de la Menera.

### El Terra Roig

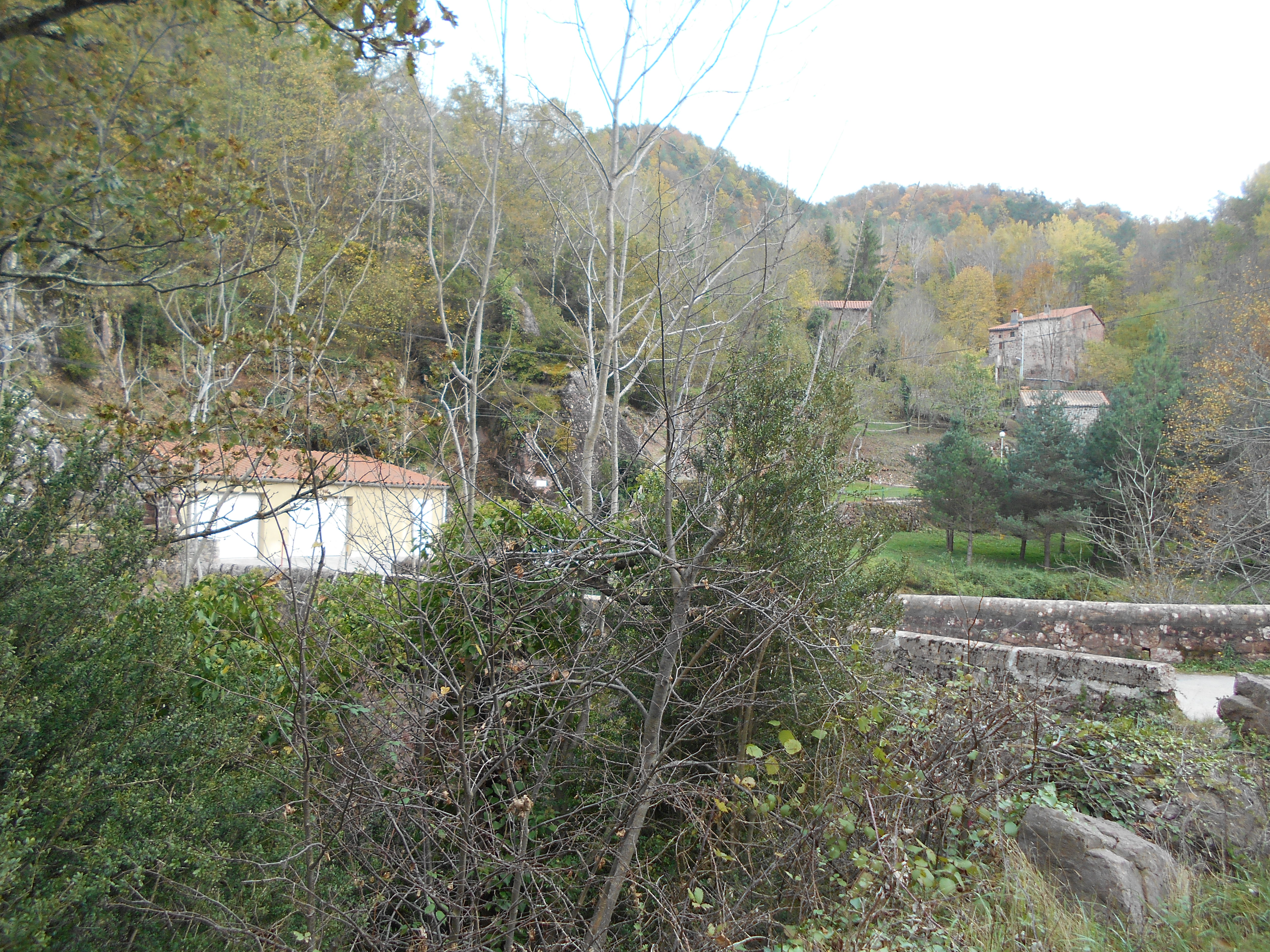
El Terra Roig

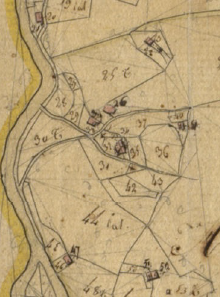
El Terra Roig en el Cadastre napoleònic del 1812 (ADPO)

El Terra Roig és un petit veïnat de masies disperses situat a prop a migdia del poble.

### Les masies del terme
Les masies o construccions aïllades del terme de la Menera són l'Aladrer, l'Assalador, o Mas de l'Assalador, la Cabanya, Cal Bossut, o Agafallops, Cal, o Can, Parent, Cal, o Can, Batlle, Can Benet, abans Can Coll, Can Bitena, Cal Blai, Can Bóta, abans Can Peirot, Can Cabanyó, ara anomenada amb el nom artificial de l'Eau Vive, Can Figa, Can Gallina, Can Jepic, abans Can Xicoi, Can Niol, Can Vila, la Casa Nova, el Cortal del Pla del Boix, les Estanoses, el Mas de Coll Roig, o, simplement, Coll Roig, el Mas de la Serra, el Mas de l'Aulina, el Mas del Pla del Castell, o, simplement, Mas del Castell, el Molí del Pla del Boix, la Pineda, el Pla de la Llop, el Pla del Boix, els Pradots, el Puig, Puig Agudell de Baix, Puig Agudell de Dalt, la Sedella, el Soler de Baix, el Soler de Dalt, la Torre i la Xalada, o Eixalada.
Algunes d'aquestes construccions aïllades són actualment en ruïnes: Cal Cerica, Can Guillemet, abans Can Mixeu, la Casa de Baix, el Colomer, l'Empedrissada, Font Calenta, el Mas del Teix i el Pla de la Coma. D'altres, encara, són desapareguts, i llur nom ha entrat en desús: la Cabanya d'en Vila, Ca l'Aranyó, Cal Bassó, o Can Sala, Cal Curt, Ca l'Escalugues, Cal Rei, Cal Roc, o, simplement, el Roc, Can Joanola, o Can Niolet, Can Martinet, Can Noguer (dos amb el mateix nom), Can Ponet, el Mas de les Torqueres, el Molí d'en Vila i la Teuleria d'en Costa.
Cal afegir algunes construccions aïllades no aptes per a l'habitatge més: l'Oratori, el Pont Nou i la Tomba de la Família Costa.

### Hidrografia

#### Cursos d'aigua
La Ribera de la Menera vertebra la major part del terme de la Menera; només se n'escapa el racó sud-est, on neix la Ribera del Castell, que davalla cap al terme de Serrallonga, en el qual s'ajunta també a la Ribera de la Menera. Aquesta ribera es forma al sud del poble de la Menera per la unió en un breu tram de tres còrrecs: procedent del sud-oest, el Còrrec del Clot de Puig Agudell, que hi aporta el Còrrec de les Marrades, amb el Clot de les Marrades, o Còrrec del Clot de les Marrades; del sud, el del Clot de les Palanqueres o Paqueteres, o Còrrec del Clot de les Palanqueres, amb Clot del Serrat d'en Martí, o Còrrec del Clot del Serrat d'en Martí i el Clot de Puig Agudell, o Còrrec del Clot de Puig Agudell, i del sud-est, la Ribera dels Pontarrons, que duu l'aportació del Còrrec del Mas de l'Aulina. Aigua avall, la Ribera de la Menera rep el Còrrec del Prat d'en Batlle i poc després el Còrrec o Ribera del Coll de Malrems, de llarg recorregut, que marca tota la vall de l'extrem sud-oest del terme. Aquest darrer còrrec rep al llarg del seu curs els del Camp del Verduc, de la Font del Verduc, dels Orris, de Coll Roig i de la Clotada. Més al nord, la Ribera de la Menera rep per la dreta, just al costat meridional del poble de la Menera, la Ribera del Teix, que articula la major part del sector sud-est del terme.
La Ribera del Teix, o de Can Peixel, abans de Can Niol, es forma al costat nord-est de Cal Bassó per la unió del Còrrec del Teix, que ve del Coll de la Muga i recull en el seu decurs el Còrrec del Coll del Llistonar, el Còrrec del Coll de la Muga i el Còrrec o Ribera de l'Assalador, que hi aporta el Còrrec del Pla de la Llop. El seu curs és en direcció nord-oest, i s'hi uneix el Còrrec del Pla del Castell, amb el Còrrec de les Torres i el de Coll Ballador, o de la Font del Collet Ballador.
Retornant a la Ribera de la Menera, al nord del poble s'hi afegeix per l'esquerra el Còrrec de Can Vila i per la dreta, el de l'Aladrer; al cap de prop rep per l'esquerra la Ribera del Coral, que just al límit del terme comunal ha rebut el Còrrec del Vernedell. Aigua avall, continua rebent d'altres afluències: Còrrec del Puig, Còrrec del Coll de la Cella, al qual abans s'han unit el Còrrec de Can Cabanyó i el Clot de la Llosella, o Còrrec del Clot de la Llosella, Còrrec del Pla del Boix, amb el de la Creu, Còrrec del Gran Salt, Còrrec de la Pineda, el Clot de Can Bitena, o Còrrec del Clot de Can Bitena, abans Còrrec d'en Bitena d'en Gallina, i el Torrent Fosc (els dos darrers formen l'extrem septentrional del terme de la Menera).

### Evolució de la població

Població 1962-2008

## Administració i política

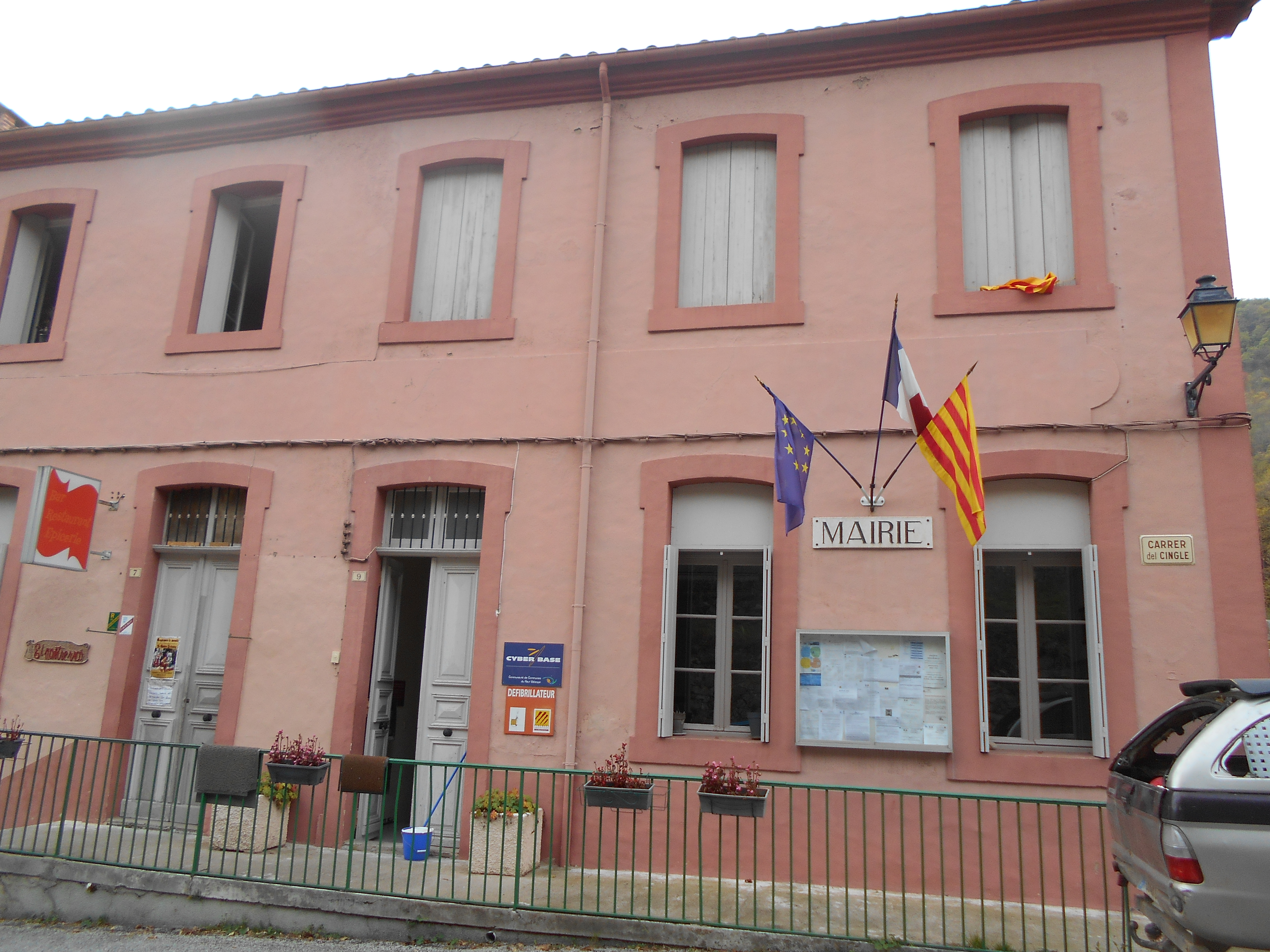
La Casa del Comú (a les antigues escoles)

### Adscripció cantonal

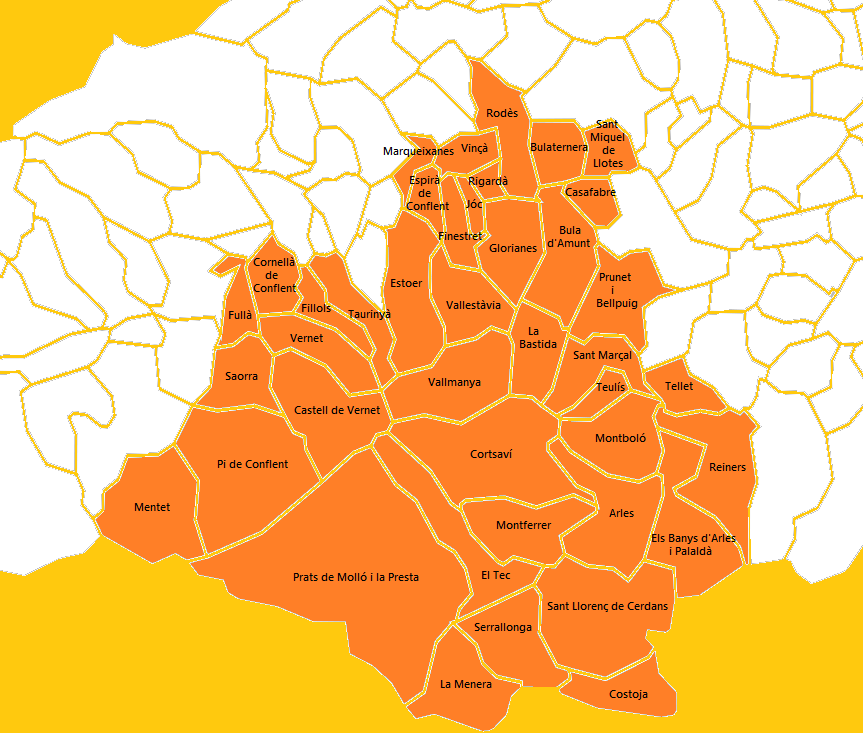
Mapa del Cantó del Canigó